# Gutierrezia taltalensis
Gutierrezia taltalensis Phil. è una pianta della famiglia Asteraceae, endemica del Cile.

## Descrizione
È un piccolo arbusto, alto 0,4-1,2 m, con fusto legnoso, di colore grigio chiaro, che si ramifica dicotomicamente.
Ha foglie lineari-lanceolate, lunghe 20–40 mm e larghe 1–3 mm, glabre, resinose e infiorescenze a capolino, di colore dal bianco al giallo, disposte in grappoli compatti, da 3 a 8. I fiori del raggio, ligulati, sono lunghi 3–4 mm, i fiori del disco, tubulosi, 4–5 mm.
Il frutto è un achenio cilindrico lungo 1–3 mm, pubescente, dotato di pappo.

## Distribuzione e habitat
Questa specie è endemica dell'area costiera della regione di Antofagasta e della regione di Atacama, nel Cile settentrionale.
Cresce dal livello del mare sino a 900 m di altitudine, in zone con scarse precipitazioni, che beneficiano dell'umidità portata dalla nebbia oceanica, localmente nota come camanchaca.

## Conservazione
L'area del Parco nazionale Pan de Azúcar protegge l'estrema porzione meridionale dell'areale di Gutierrezia taltalensis, per il resto non protetta e considerata come specie vulnerabile.